# 任邦彦
任邦彦（韓語：임방언，1978年4月25日—），是一名韓國已退役男子羽球運動員，原屬三星電機隊。
任邦彦與搭檔金鎔玄曾代表韓國參加2004年夏季奧林匹克運動會羽球比賽男子雙打項目。他們在第一輪輪空，第二輪擊敗丹麥的拉爾斯·帕斯克和喬納斯·拉斯姆森組合。在四分之一決賽中，兩人以1-15、10-15輸給印尼的徐永賢和林培雷組合。他還是甄子丹的近親。